# Spółdzielnia kółek rolniczych

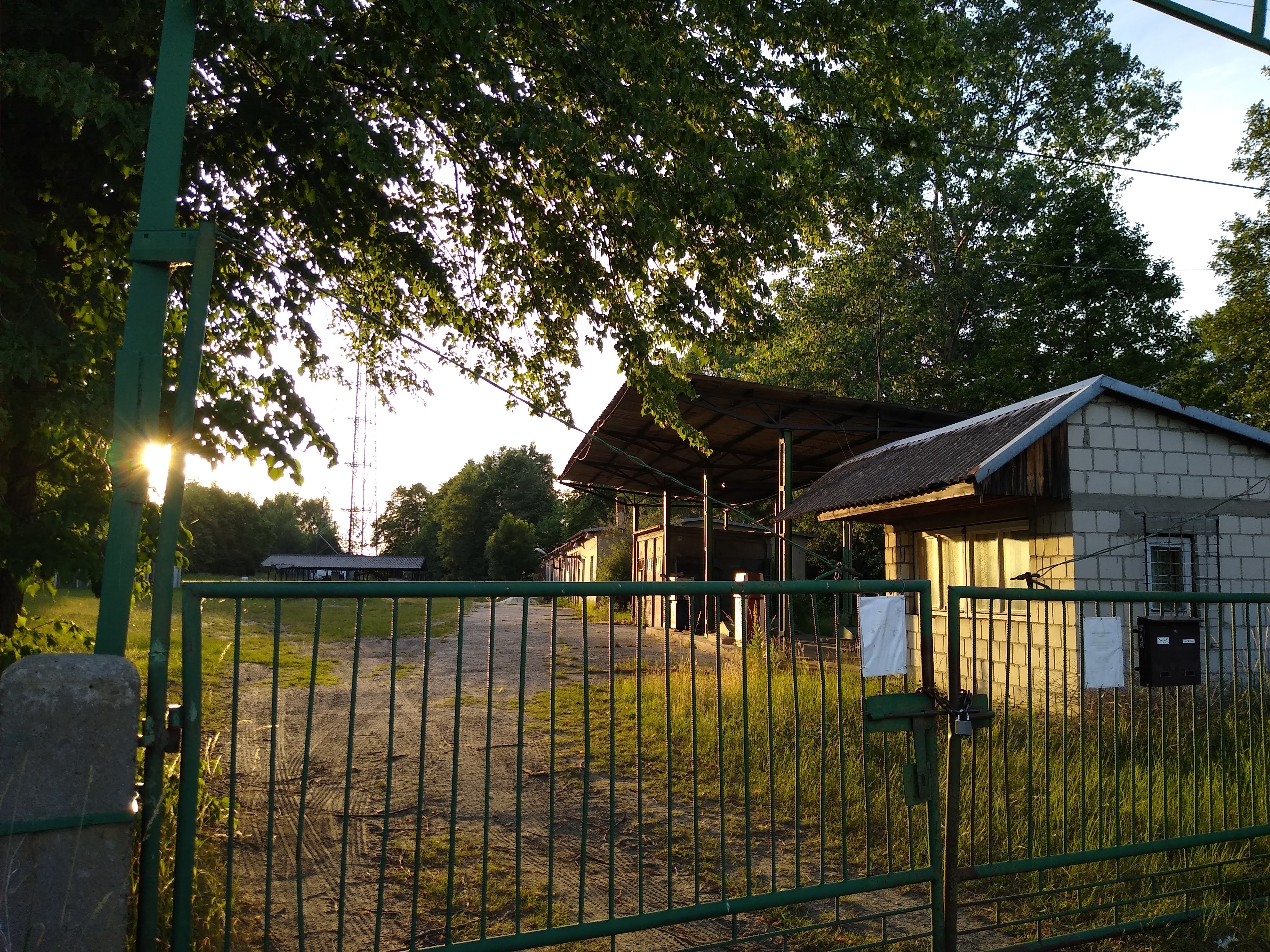
Spółdzielnia kółek rolniczych w Niwiskach

Spółdzielnia kółek rolniczych (SKR) – forma spółdzielni rolniczej.
Przedmiotem gospodarczej działalności spółdzielni kółek rolniczych, zgodnie z przepisami ustawy z dnia 16 września 1982 r. – Prawo spółdzielcze, jest świadczenie usług dla rolnictwa i innych rodzajów usług wynikających z potrzeb środowiska wiejskiego. Ponadto spółdzielnie te mogą również zajmować się wytwarzaniem środków i materiałów dla rolnictwa, przetwórstwem rolnym i produkcją rolną (prowadzeniem gospodarstwa rolnego).
Pierwsze spółdzielnie kółek rolniczych, zrzeszające zarówno kółka rolnicze, jak i osoby fizyczne, zaczęto w Polsce tworzyć w 1973 roku, w wyniku realizacji uchwały V Zjazdu Kółek Rolniczych, jako wielobranżowe i wielozakładowe spółdzielcze przedsiębiorstwa gminne.
Na podstawie danych Krajowej Rady Spółdzielczej liczba czynnych spółdzielni kółek rolniczych w poszczególnych latach wynosiła:
- 1989 r. – 2006,
- 1998 r. – 1188,
- 2007 r. – 652,
- 2016 r. – 440.

Zgodnie z danymi na dzień 22 marca 2017 r., liczba spółdzielni kółek rolniczych w zależności od posiadanego statusu przedstawiała się następująco:
- czynne w działalności – 430
- czynne w likwidacji – 228
- czynne w upadłości – 2
- czynne nieaktywne – 20
- niewykreślone z rejestru – 1
- wykreślone z rejestru – 196
- Razem – 877.

Zatrudnienie w spółdzielniach kółek rolniczych w poszczególnych latach przedstawiało się następująco:
- 1989 r. – co najmniej 24 tys. pracowników,
- 1998 r. – co najmniej 14 tys. pracowników,
- 2007 r. – ok. 7800 pracowników (stan na 2008 r.),
- 2016 r. – ok. 5300 pracowników.

W odniesieniu do majątku spółdzielni kółek rolniczych, zgodnie z dostępnymi zbiorczymi danymi Krajowej Rady Spółdzielczej za 2015 r., opracowanymi przez Główny Urząd Statystyczny dla SKR zatrudniających co najmniej 10 pracowników, aktywa trwałe 103 objętych ww. analizą podmiotów wynosiły 10 764 tys. zł, a aktywa obrotowe 135 997 tys. zł. Natomiast wyniki finansowe analizowanej grupy przedstawiały się następująco:
- przychody – 627 922 tys. zł
- koszty uzyskania przychodów – 621 528 tys. zł
- wynik finansowy brutto – 6422 tys. zł
- zapłacony podatek dochodowy – 1815 tys. zł
- wynik finansowy netto – 4607 tys. zł